# Steve Staunton
Stephen Staunton (Drogheda, Irlanda; 19 de enero de 1969) es un exfutbolista internacional. Desarrolló gran parte de su carrera futbolística en el Liverpool y en el Aston Villa. En la selección irlandesa es una de las leyendas vivas, ya que es uno de los jugadores con más internacionalidades (102) y fue seleccionador nacional de 2006 a 2007.

## Trayectoria
Nacido en la ciudad irlandesa de Drogheda, Staunton asistió al colegio De La Salle College Dundalk, donde entró en contacto con el fútbol gaélico jugando en el Louth GAA. Como futbolista creció en el Dundalk FC, aunque no llegó a debutar con el primer equipo.

### Liverpool
Staunton fue descubierto por el Liverpool FC cuando contaba con 17 años. Pertenecía a la disciplina del Dundalk y fue traspasado el 2 de septiembre de 1986 por orden expresa de Kenny Dalglish, a cambio de 20.000 libras.
Pasó las dos primeras temporadas en el equipo reserva e incluso pasó una temporada cedido en el Bradford City, equipo con el que sólo disputó ocho partidos durante la temporada 1987-88. Hizo su debut con el Liverpool el 17 de septiembre de 1988 en un partido frente al Tottenham Hotspur en Anfield, que acabó 1-1. Como resultado de su impresionante rendimiento se mantuvo en el resto de la temporada, a pesar de su poca experiencia en comparación con sus compañeros de la defensa, que venían de ganar el título de campeón de liga el año anterior. A raíz de su buen debut anotó su primer gol tres días más tarde, el 20 de septiembre. Sin embargo, su gol a los 80 minutos no fue suficiente para impedir que el Arsenal pasara a la final del Trofeo Centenario tras acabar el partido 2-1 para los gunners.
Una lesión del capitán red Alan Hansen propició que el lateral izquierdo habitual, Gary Ablett, tuviera que ser reposicionado al centro de la defensa. Staunton, por lo tanto, entró en el equipo titular del Liverpool como lateral izquierdo.
Tras la tragedia de Hillsborough del 15 de abril de 1989, donde Staunton formaba parte del equipo titular, el defensa irlandés fue uno de los jugadores que consolaron a las familias de las víctimas y asistió a muchos de los funerales. Asimismo, tuvo una destacada actuación cuando la fatídica semifinal de aquella FA Cup se aplazó un mes más tarde, con un Liverpool que se impuso al Nottingham Forest por 3-1.
Staunton jugó la final de la FA Cup en Wembley - fue sustituido al comienzo de la prórroga - ante el eterno enemigo red, el Everton. El resultado final fue de 3-2 para el Liverpool. Sin embargo, la temporada no terminó como los seguidores reds esperaban, ya que el Liverpool perdió el título de Liga en el decisivo partido contra el Arsenal en Anfield. Los gunners necesitaban ganar por dos goles y el marcador reflejaba 0-1 a falta de unos segundos para el final. Con el tiempo prácticamente agotado y en el último balón de la temporada, Michael Thomas rompió por el centro de la defensa red para anotar el gol definitivo.
Al año siguiente, Staunton fue un fijo en la defensa del Liverpool que ganó la liga, tomándose así la revancha del año anterior. Pese a ello, sólo jugó una temporada más con el Liverpool antes de ser traspasado al Aston Villa el 7 de agosto de 1991, por 1,1 millones de libras. El nuevo entrenador, Graeme Souness, fue acusado de infravalorar las habilidades del jugador irlandés. Por otra parte, las leyes imposibilitaban alinear a más de cuatro futbolistas no comunitarios (Staunton estaba clasificado como extranjero) y la ley Bosman no entró en vigor hasta 1992, por lo que las posibilidades de continuar en Anfield para el defensa irlandés se redujeron.

### Aston Villa
Staunton debutó con el Aston Villa el 17 de agosto de 1991 en un partido frente al Sheffield Wednesday en Hillsborough, en el que también se estrenó como goleador villano (2-3). Pronto se convirtió en el eje de la defensa y el equipo terminó séptimo en la temporada 1991-92. Al año siguiente, en la primera temporada de la renombrada Premier League, el Villa luchó por el título hasta el final, pero perdieron ante el Manchester United y tuvo que conformarse con el segundo lugar.
En la temporada 1993-94 ganó una Football League Cup frente a los favoritos Manchester United en la final de Wembley por 3-1, por lo que Staunton lograba su primer título con el equipo de Birmingham. En la temporada 1994-95, el Villa y Staunton tuvieron muchas dificultades para asegurar la permanencia, pero el lateral irlandés se hizo con el brazalete de capitán ante los problemas de rodilla de su compañero en la zaga del Villa y de la selección irlandesa, Paul McGrath. En la campaña 1995-96 Staunton logró otra Copa de la Liga, tras su imponente victoria sobre el Leeds United por 3-0. En esta temporada la participación del zaguero irlandés fue más intermitente debido a una serie de lesiones.
Durante las próximas dos temporadas, Staunton ayudó al Villa a alcanzar los cuartos de final de la Copa de la UEFA en 1996-97. Mientras tanto, en la liga, logró un 5.º puesto y un 7.º puesto en 1997-98.

### Retorno a Anfield y a Villa Park
Expirado su contrato en el Villa, volvió sorprendentemente al Liverpool el 3 de julio de 1998, cuando los entrenadores Roy Evans y Gérard Houllier le firmaron aprovechando la ley Bosman.
El 27 de septiembre de 1999, durante el derbi de Merseyside contra el Everton en Anfield, Staunton jugó los últimos 15 minutos de juego como portero, ya que el meta red Sander Westerveld fue expulsado por protagonizar una reyerta con Francis Jeffers y el Liverpool había efectuado ya los tres cambios reglamentarios.
Su segundo periodo en Merseyside duró dos años, incluyendo un año cedido en el Crystal Palace, donde jugó seis partidos en liga. Su último partido en Anfield como jugador del Liverpol tuvo lugar el 23 de noviembre de 2000, frente al Olympiacos griego en la Copa de la UEFA.
El jugador irlandés volvió a hacer el mismo camino, desde Anfield a Villa Park y firmó por el Aston Villa tras llegar libre del Liverpool. En esta segunda etapa en el Villa, Staunton completó 73 encuentros, firmando un total de 350 partidos y 16 goles con el equipo de las Midlands. Su único tanto en esta segunda etapa como villano lo logró contra el FC Zürich en la Copa Intertoto en 2002.

### Retirada
Antes de retirarse del fútbol en activo, el zaguero irlandés firmó por el Coventry City el 15 de agosto de 2003 y debutó un día después, en un empate sin goles contra el Walsall en Highfield Road. Su periplo en los sky blues finalizó en 2005, jugando con ellos un total de 75 choques.
Su último club como futbolista fue el modesto Walsall, con el que sólo disputó 7 partidos. El último partido oficial de Staunton fue en Nochevieja de 2005, en un partido frente al Blackpool.

## Selección nacional

### Jugador
Staunton debutó con la selección irlandesa frente a Túnez en un amistoso que los irlandeses ganaron por 4-0. De la mano de Jack Charlton, Staunton acudió a su primer mundial, de los tres que disputó, disputado en Italia en 1990. Jugó los cinco partidos que disputó Irlanda hasta caer en cuartos frente a los anfitriones italianos por 1-0.
Su siguiente partido en un mundial fue precisamente contra Italia en el Mundial de USA'94, en el que la selección del trébol ganó sorprendentemente a la azzurra por 1-0, con gol de Ray Houghton. Sin embargo y pese a que Staunton volvió a disputar todos los partidos como titular, Irlanda no consiguió mejorar el papel firmado en 1990 tras caer en octavos frente a Países Bajos.
La selección irlandesa no pudo completar su clasificación para la Eurocopa 1996 ni para el Mundial de Francia'98, pero sí para el de Japón y Corea de 2002, en el que Staunton fue el capitán de los verdes. Disputó todos los partidos del combinado irlandés, esta vez con Mick McCarthy en el banquillo, como capitán y fueron eliminados contra España en los penaltis en octavos de final. Este fue el último partido como internacional de Staunton y finalizó su carrera con Irlanda en 102 partidos.

### Entrenador
Staunton relevó a Brian Kerr en el cargo de seleccionador nacional el 12 de enero de 2006 tras una larga lista de posibles candidatos entre los que estaban Alex Ferguson, Terry Venables, y Bobby Robson. El exjugador de Liverpool y Aston Villa debutó con una dulce victoria por 3-0 sobre Suecia, con goles de Damien Duff, Robbie Keane y Liam Miller. Sin embargo, sus dos próximos compromisos se saldaron con derrotas, 0-1 ante Chile y 0-4 ante los Países Bajos. Pese a que fueron partidos amistosos, el ambiente no era el más adecuado y el 14 de agosto de 2006, Staunton fue amenazado en las inmediaciones del hotel de concentración de la selección por un hombre que le apuntó con una falsa ametralladora Uzi.
La selección irlandesa, tras muchos altibajos en el grupo, no consiguió el pase a la Eurocopa de 2008 y, por tanto, Staunton fue cesado de su cargo. Su sustituto fue Don Givens, que tomó las riendas del combinado de manera temporal hasta la inminente llegada del transalpino Giovanni Trapattoni.

## Clubes
| Club                    | País       | Año       |
| ----------------------- | ---------- | --------- |
| Dundalk FC              | Irlanda    | 1985-1986 |
| Liverpool FC            | Inglaterra | 1986-1991 |
| Bradford City (cedido)  | Inglaterra | 1987      |
| Aston Villa             | Inglaterra | 1991-1998 |
| Liverpool FC            | Inglaterra | 1998-2000 |
| Crystal Palace (cedido) | Inglaterra | 2000      |
| Aston Villa             | Inglaterra | 2000-2003 |
| Coventry City           | Inglaterra | 2003-2005 |
| Walsall FC              | Inglaterra | 2005      |

## Palmarés

### Liverpool
- Primera División: 1990
- FA Cup: 1989
- Charity Shield: 1988 y 1990

### Aston Villa
- Copa de la Liga: 1994 y 1996